# Kvarnberg
Kvarnberg är en stadsdel i Mariehamn, Åland. Här ligger bl.a. Mariehamns stadshus, Ålands museum, Övernässtugan, Tullarns äng och Lilla holmen.